# Kanton Le Bugue
Kanton Le Bugue (francouzsky Canton du Bugue) je francouzský kanton v departementu Dordogne v regionu Akvitánie. Tvoří ho 10 obcí.

## Obce kantonu
- Le Bugue
- Campagne
- Fleurac
- Journiac
- Manaurie
- Mauzens-et-Miremont
- Saint-Avit-de-Vialard
- Saint-Cirq
- Saint-Félix-de-Reillac-et-Mortemart
- Savignac-de-Miremont